# Dominic Klemme
Pour les articles homonymes, voir Klemme.
Dominic Klemme est un ancien coureur cycliste allemand né le 31 octobre 1986 à Lemgo. Professionnel entre 2006 et 2014, il a notamment remporté Le Samyn en 2011.
Son frère Daniel est également coureur cycliste.

## Biographie
La carrière de Dominic Klemme débute en 2006 au Team Heinz von Heiden. Il ne reste qu'un an dans cette petite équipe au calendrier limité, et rejoint l'équipe continentale 3C Gruppe Lamonta. Il s'y fait remarquer dès sa première saison en obtenant la 8e place du Tour de Münster au sprint, mais aussi dans les rangs des espoirs en remportant le titre de Champion d'Allemagne espoirs et la 7e place aux Championnats du monde de la catégorie. En 2008, il termine dès le mois de mars sur le podium de la Beverbeek Classic, derrière Johan Coenen et Thomas Berkhout, puis remporte le Grand Prix de Lillers. En juin, il remporte une étape du Tour de Thuringe, battant au sprint Rémi Cusin, et porte deux jours le maillot de leader, avant de terminer à la 5e place. Enfin, en août, il remporte ses premières victoires de première catégorie, une étape du Regio Tour, et surtout la Course du Raisin. Malgré deux nouvelles victoires d'étapes au Tour de l'Avenir, il ne parvient pas à remporter les Championnats du monde espoirs, qu'il termine à la 13e place. 
Fort de ces nombreux succès, Klemme rejoint en 2009 l'équipe ProTour Saxo Bank. Pour sa première saison à ce niveau, qu'il décrit comme « une année d'apprentissage », il termine notamment deuxième du championnat d'Allemagne, battu au sprint par un autre jeune coureur, Martin Reimer. Il commence la saison 2010 avec l'intention de participer aux classiques, au Tour d'Espagne, et aux Championnats du monde, où il serait l'équipier d'André Greipel. Il termine notamment 3e du Hel van het Mergelland. Klemme joue le rôle d'équipier sur les classiques flandriennes pour aider le Suisse Fabian Cancellara et termine à la 13e place de Paris-Roubaix.
Il rejoint en 2011, la nouvelle équipe luxembourgeoise Leopard-Trek. Il remporte début mars Le Samyn, il s'agit de la première victoire de l'équipe depuis sa création. 
En 2012, il évolue au sein de l'équipe Argos-Shimano avant de rejoindre en 2013 la formation IAM. Faute de résultats, il n'est pas conservé par l'équipe suisse à l'issue de la saison 2014. Il décide de mettre un terme à sa carrière professionnelle à l'âge de 28 ans. Il explique que cette décision est due à plusieurs saisons décevantes. Il souhaite reprendre ses études secondaires. De plus, il déclare continuer le cyclisme comme coureur amateur et pratiquer plus souvent le VTT. Lors d'une interview, il raconte que sa plus grande erreur est d'avoir quitté l'équipe de Bjarne Riis à la fin de 2010 pour rejoindre l'équipe Leopard nouvellement créée. Il considère que son meilleur résultat est sa quatorzième place obtenue lors de Paris-Roubaix 2010.

## Palmarès
- 2007
  -  Champion d'Allemagne sur route espoirs
  - 7e du championnat du monde sur route espoirs
  - 9e du championnat d'Europe sur route espoirs
- 2008
  - Grand Prix de Lillers
  - 3e étape du Tour de Thuringe
  - 2e étape du Rothaus Regio-Tour
  - Course des raisins
  - 3e et 7e étapes du Tour de l'Avenir
  - 3e de la Beverbeek Classic
- 2009
  - 2e du championnat d'Allemagne sur route
- 2010
  - 3e du Hel van het Mergelland
- 2011
  - Le Samyn

## Résultats sur les grands tours

### Tour d'Italie
1 participation
- 2011 : non partant (5e étape) (à la suite du décès de Wouter Weylandt lors de la 3e étape)

### Tour d'Espagne
2 participations
- 2010 : 155e
- 2014 : abandon (14e étape)

## Classements mondiaux
| Année           | 2007 | 2008 | 2009 | 2010 | 2011 | 2012 | 2013   | 2014 |
| --------------- | ---- | ---- | ---- | ---- | ---- | ---- | ------ | ---- |
| UCI Europe Tour | 606e | 50e  |      |      |      |      | 1 071e | 781e |